# Sami Yusuf
Sami Yusuf (født juli 1980 i Teheran) er en iransk født sanger og sangskriver. Han er opvokset i England, men er af  Azeri/Aserbajdsjansk afstamning. Han synger sine sange i forskellige sprog bl.a. arabisk, tyrkisk, urdu  og engelsk. 

## Diskografi
- Al-Mu`allim (2003)
- My Ummah (2005)
- Without You (2009)
- Wherever You Are (2010)
- Salaam (2012)